# Aruanda
Pour plus de détails, voir Fiche technique et Distribution.
Aruanda est un court métrage documentaire brésilien écrit et réalisé par Linduarte Noronha et sorti en 1960.
Le film est l'un des premiers du courant cinématographique brésilien Cinema Novo. En novembre 2015, le film est inclus dans la liste établie par l'Association brésilienne des critiques de cinéma (Abraccine) des 100 meilleurs films brésiliens de tous les temps.

## Synopsis
La vraie histoire de Quilombo Olho d'Água da Serra do Talhado, dans l'État de Paraíba, au Brésil, qui est devenue institutionnellement isolée du reste du pays. Les Quilombos étaient des communautés d'esclaves fugitifs au Brésil colonial.

## Production
Le projet de film est né d'un reportage de la journaliste Linduarte Noronha,.
Il a réuni une petite équipe de tournage, formée de Vladimir Carvalho, João Ramiro Mello et Rucker Vieira, et s'est rendu à l'intérieur de Paraíba pour dépeindre la vie misérable des descendants d'esclaves d'un quilombo à Serra do Talhado.
Le cinéaste a utilisé une caméra emprunté à l'époque par l'Institut National du Cinéma Éducatif, dirigé par le réalisateur Humberto Mauro, et également un enregistrement sonore Nagra,.
En raison de désaccords sur les crédits du scénario du film, Vladimir Carvalho et João Ramiro Mello ont abandonné le projet - les deux ne sont crédités qu'en tant que réalisateurs adjoints.

## Fiche technique
- Réalisation : Linduarte Noronha
- Production : Linduarte Noronha, Rucker Vieira
- Scénario : Linduarte Noronha
- Image : Rucker Vieira
- Son : M. Cardoso
- Montage : Rucker Vieira
- Distribution : INCE - Instituto Nacional de Cinema Educativo